# Grička vještica (1920.)
Grička vještica je hrvatski igrani film iz 1920. godine. 
Redatelj je Hinko Nučić. Scenarij je bio poznati roman Marije Jurić Zagorke Grička vještica. Predstavlja adaptaciju istoimenog ciklusa popularnih romana Marije Jurić Zagorke. Protagonistica, čiji lik tumači Melita Bohinec, je grofica Nera Keglević koja se krajem 18. stoljeća u Zagrebu bori protiv praznovjerja i lova na vještice. 
Neki izvori navode da je ulogu Siniše u filmu igrao Josip Bombelles.

## Vanjske poveznice
- Hrvatski filmski savez  Arhivirana inačica izvorne stranice od 21. srpnja 2011. (Wayback Machine) Povijest hrvatskog filma